# 圣汉斯海于根公园

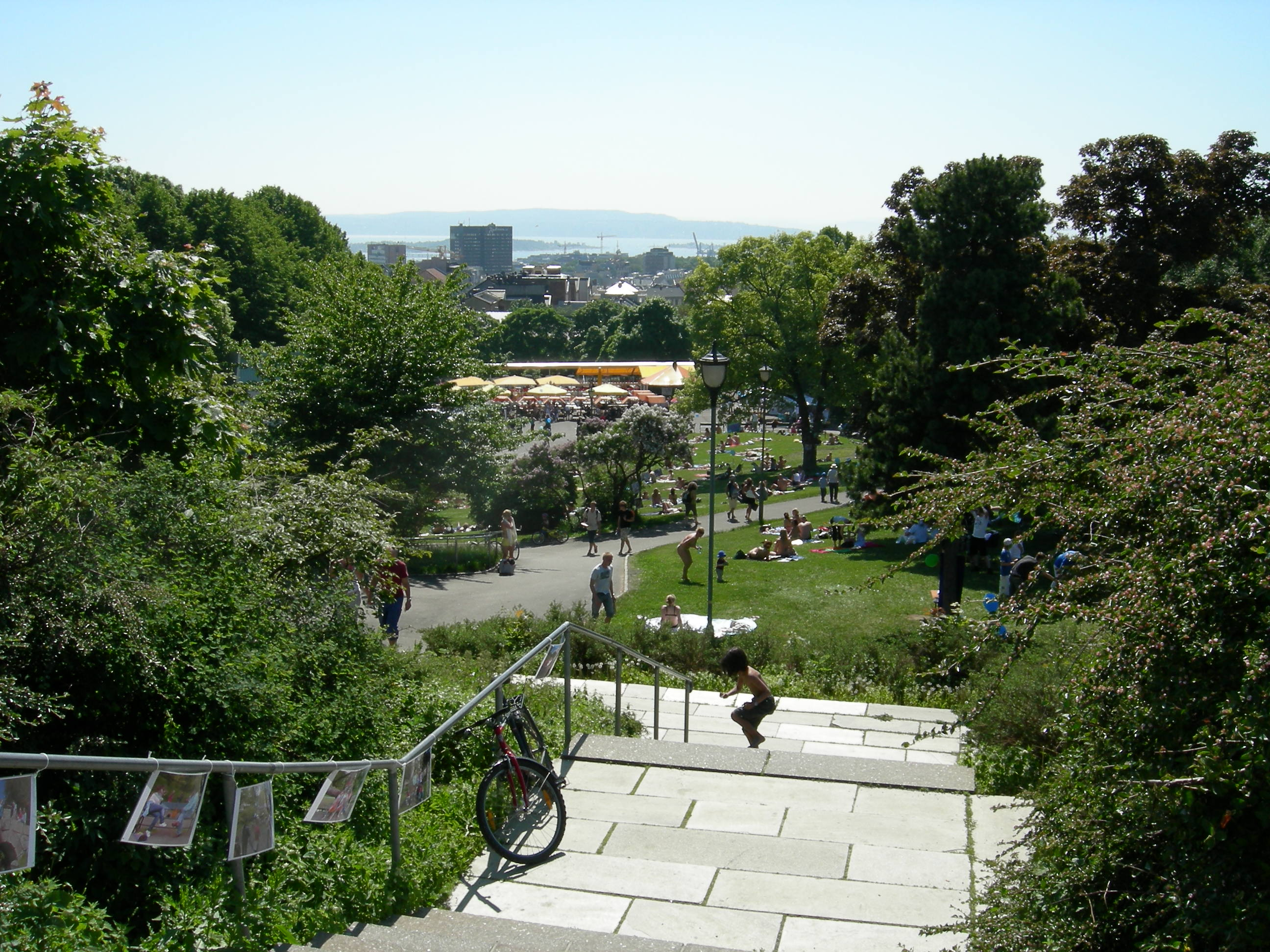

圣汉斯海于根公园（挪威語：St. Hanshaugen Park）是挪威首都奧斯陸的一個公園。圣汉斯海于根公园是奧斯陸面積最大公園之一，位於圣汉斯海于根地區。圣汉斯海于根公园內有眾多著名的雕塑。